# Diaphanosoma spinulosum
Diaphanosoma spinulosum är en kräftdjursart som beskrevs av Herbst 1975. Diaphanosoma spinulosum ingår i släktet Diaphanosoma och familjen Sididae. Inga underarter finns listade i Catalogue of Life.